# Tetracera boiviniana
Tetracera boiviniana är en tvåhjärtbladig växtart som beskrevs av Henri Ernest Baillon. Tetracera boiviniana ingår i släktet Tetracera och familjen Dilleniaceae. Inga underarter finns listade i Catalogue of Life.